# Ак-Тайлак
Ак-Тайлак (кирг. Ак-Тайлак) — село в Ала-Букинском районе Джалал-Абадской области Кыргызстана. Входит в состав Кёк-Серекского айылного аймака.

## География
Село расположено в юго-западной части области, на берегах реки Кёксарек (левый приток реки Гавасай), на расстоянии приблизительно 28 километров (по прямой) к юго-западу от села Ала-Бука, административного центра района. Абсолютная высота — 1264 метра над уровнем моря.

## Население
Согласно оценочным данным Национального статистического комитета Кыргызской Республики, численность населения села на начало 2023 года составляла 571 человек.
| год     | 2009 | 2014 | 2015 | 2020 | 2021 | 2023 |
| ------- | ---- | ---- | ---- | ---- | ---- | ---- |
| человек | 435  | 471  | 504  | 596  | 581  | 571  |